# Teara discistriga
Teara discistriga är en fjärilsart som beskrevs av Embrik Strand 1925. Teara discistriga ingår i släktet Teara och familjen tandspinnare. Inga underarter finns listade i Catalogue of Life.